# 精神传销
精神传销是传销的一个变种，它与后者的区别在于，不再依靠层级返利来驱动销售，而是通过洗脑方式，使学员获得极大的精神满足，把发展新学员作为生命中最重要的目标，一旦不能成功发展下线，则会带来精神上的巨大痛苦。精神传销造成的危害，除了金钱损失，还会使受害人的家庭关系破裂，亲友关系断裂，更严重的会造成难以治愈的精神创伤。

## 经营方式
精神传销，多以管理培训或素质培训的形式对外招揽学员，一般以教授心灵课程或教练技术为名，然后进行封闭式洗脑，被控制的学员，会不断花钱继续深造，并不断将身边的亲友拉入此培训机构。拉来更多学员的人，会在组织中获得更高地位，被任命为助教，拉不来的人，则会渐渐被冷落，精神上受到巨大的痛苦。
拉人的方式一般包括，上级拉下属，夫妻互相拉，甲方企业拉乙方企业，好友互拉等等，被拉者不能以产品的好坏来判断是否购买，而是被情面或感情绑架，不得不购买。拉人一般被称为“感召”，被拉的被称为“海星”，拉人的被称为“小男孩”。

## 价格
一阶段课程，一般几千到上万人民幣。二阶段一般几万人民幣，后面的课程会越来越贵，可以高达几十万人民幣，时间也越来越长。

## 课程内容
对外的描述为“体验式教学”，一般由导师设定一些环节，学员按要求参与，以突破一些平时生活的底线的方式，让情绪得到发泄，并获得巨大的快感，比如陌生男女“熊抱”、“猪啃食”等等。
通过连续几天高强度的训练，使学员身体疲惫，精神恍惚，再利用大音量宣讲和音乐，在晚间对学员进行暗示和灌输。

## 主要危害
- 金钱损失
- 丧失一般判断能力，造成不可逆的精神损伤
- 上瘾，并只能从上课和拉新人中获得快感
- 家庭失和，企业经营不善
- 因不能发展新人而极度痛苦
- 伤害无辜人员[7]

## 发展过程
- 1995年，汇才人力技术有限公司进驻中国大陆。2007年，汇才因违法经营被吊销营业执照，突然关闭消失。
- 2006年，上海同泰成立，并成为教练技术的领军机构。
- 2013年，北京清大拓维被北京晚报曝光，进行精神传销。
- 2016年8月，新京报报道，朝阳区工商分局针对培训机构创造丰盛展开调查。[8]

## 事件
2021年8月，32岁某创投公司总经理魏萌在LEGACY飞跃力工作坊（北京诚泉文化发展有限公司）课程中晕倒去世，该课程被指与精神传销有关。